# Wiedźmin (serial telewizyjny 2002)
Wiedźmin – polski serial telewizyjny z gatunku fantasy emitowany od 22 września do 15 grudnia 2002 na antenie TVP2, oparty na serii opowiadań Andrzeja Sapkowskiego ze zbiorów Ostatnie życzenie i Miecz przeznaczenia.
Przy pracy nad serialem powstał także film pełnometrażowy.

## Obsada
- Michał Żebrowski – Geralt z Rivii, wiedźmin
- Zbigniew Zamachowski – Jaskier
- Grażyna Wolszczak – Yennefer
- Ewa Wiśniewska – Królowa Calanthe
- Jerzy Nowak – Vesemir
- Kinga Ilgner – Renfri
- Andrzej Chyra – Borch Trzy Kawki
- Karolina Gruszka – Morenn
- Anna Dymna – Nenneke
- Maciej Kozłowski – Falvick
- Agata Buzek – Pavetta
- Agnieszka Sitek – Adela
- Marta Bitner – Ciri
- Maria Peszek – Iola
- Dorota Kamińska – Eithne
- Rafał Królikowski – Niedamir
- Jacek Kadłubowski – Osbert
- Lech Dyblik – Kozojed
- Daniel Olbrychski – Filavandrel, król elfów
- Mirosław Zbrojewicz – Sorel (Asser)
- Wojciech Duryasz – stary wiedźmin
- Magdalena Warzecha – Visenna
- Rafał Mohr – Tailles
- Michał Milowicz – Crach an Craite
- Bronisław Wrocławski – czarodziej Istredd
- Olgierd Łukaszewicz – czarodziej Stregobor
- Marek Walczewski – Eyck z Densle
- Marian Glinka – Rębacz Boholt
- Kamila Salwerowicz – kapłanka
- Wojciech Billip – łaziebny
- Dariusz Biskupski – Cykada
- Jarosław Boberek – Yarpen Zigrin
- Michał Breitenwald – strażnik miejski
- Jerzy Żydkiewicz – kapłan
- Andrzej Brzeski – mężczyzna w karczmie
- Waldemar Kotas – karczmarz z Erlenwaldu
- Bogusław Sar – strażnik z Wyzimy
- Karol Stępkowski – szambelan na zamku w Cintrze
- Zdzisław Szymborski – medyk
- Jerzy Słonka – karczmarz z Novigradu
- Małgorzata Lipmann – Lille
- Agnieszka Dygant – elfka Toruviel
- Dariusz Siastacz – bard Drogodar na uczcie w Cintrze
- Paweł Małaszyński – młodzieniec w karczmie
- Tomasz Zaliwski – wójt z Blaviken
- Janusz Chabior – jednooki zbir Falvicka
- Jerzy Schejbal – Vissegerd
- Rafał Walentowicz – mistrz wiedźmiński
- Dariusz Jakubowski – Jeż z Erlenwaldu
- Aleksander Bednarz – Myszowór, druid
- Andrzej Słabiak – Ostrit (odc. 8)

## Spis odcinków
| Lp. | Tytuł odcinka                 | Na podstawie                        | Data pierwszej emisji |
| --- | ----------------------------- | ----------------------------------- | --------------------- |
| 1   | Dzieciństwo                   | Dzieciństwo                         | 22 września 2002      |
| 2   | Nauka                         | Nauka                               | 29 września 2002      |
| 3   | Człowiek – pierwsze spotkanie | Człowiek – pierwsze spotkanie       | 6 października 2002   |
| 4   | Smok                          | Granica możliwości                  | 13 października 2002  |
| 5   | Okruch lodu                   | Okruch lodu                         | 20 października 2002  |
| 6   | Calanthe                      | Kwestia ceny                        | 27 października 2002  |
| 7   | Dolina Kwiatów                | Kraniec świata; Wieczny ogień       | 3 listopada 2002      |
| 8   | Rozdroże                      | Wiedźmin; Głos rozsądku; Coś więcej | 10 listopada 2002     |
| 9   | Świątynia Melitele            | Głos rozsądku                       | 17 listopada 2002     |
| 10  | Mniejsze zło                  | Mniejsze zło                        | 24 listopada 2002     |
| 11  | Jaskier                       | Jaskier                             | 1 grudnia 2002        |
| 12  | Falwick                       | Falwick                             | 8 grudnia 2002        |
| 13  | Ciri                          | Coś więcej                          | 15 grudnia 2002       |